# Helmovka tuhonohá
Helmovka tuhonohá (Mycena galericulata) je druh houby z čeledi helmovkovité (Mycenaceae).

## Znaky
Radiálně rýhovaný klobouk dorůstá 2–7 cm v průměru, ze zvoncovitého tvaru se postupně vyvíjí tvar kuželovitý až ploše rozprostřený, s nápadným, tmavším hrbolkem uprostřed. Barva pokožky je šedohnědá.
Tlusté, bílé až narůžovělé lupeny jsou žilnatě propojené, u třeně vykrojené, na klobouku řídce uspořádané. Výtrusný prach je bílý.
Třeň je poměrně tuhý, 8–10 cm dlouhý a 0,5 cm tlustý, stejné barvy jako klobouk, horní část je však mírně světlejší.
Dužnina je tenká, chrupavčitá, vůně je moučná, chuť připomíná mouku a okurky.

## Užití
Jedlá houba.

## Ekologie
Od května do prosince (někdy i celý rok) roste velmi hojně na trouchnivějícím dřevě listnatých, řidčeji i jehličnatých stromů. Druh je nejhojnější saprofytickou (trouchnivějící dřevo) helmovkou, roste v malých trsech či jednotlivě.

## Rozšíření
Houba je hojná zejména v Evropě, Japonsku, Severní Americe a na Novém Zélandu, vyskytuje se však takřka po celém světě.

## Galerie

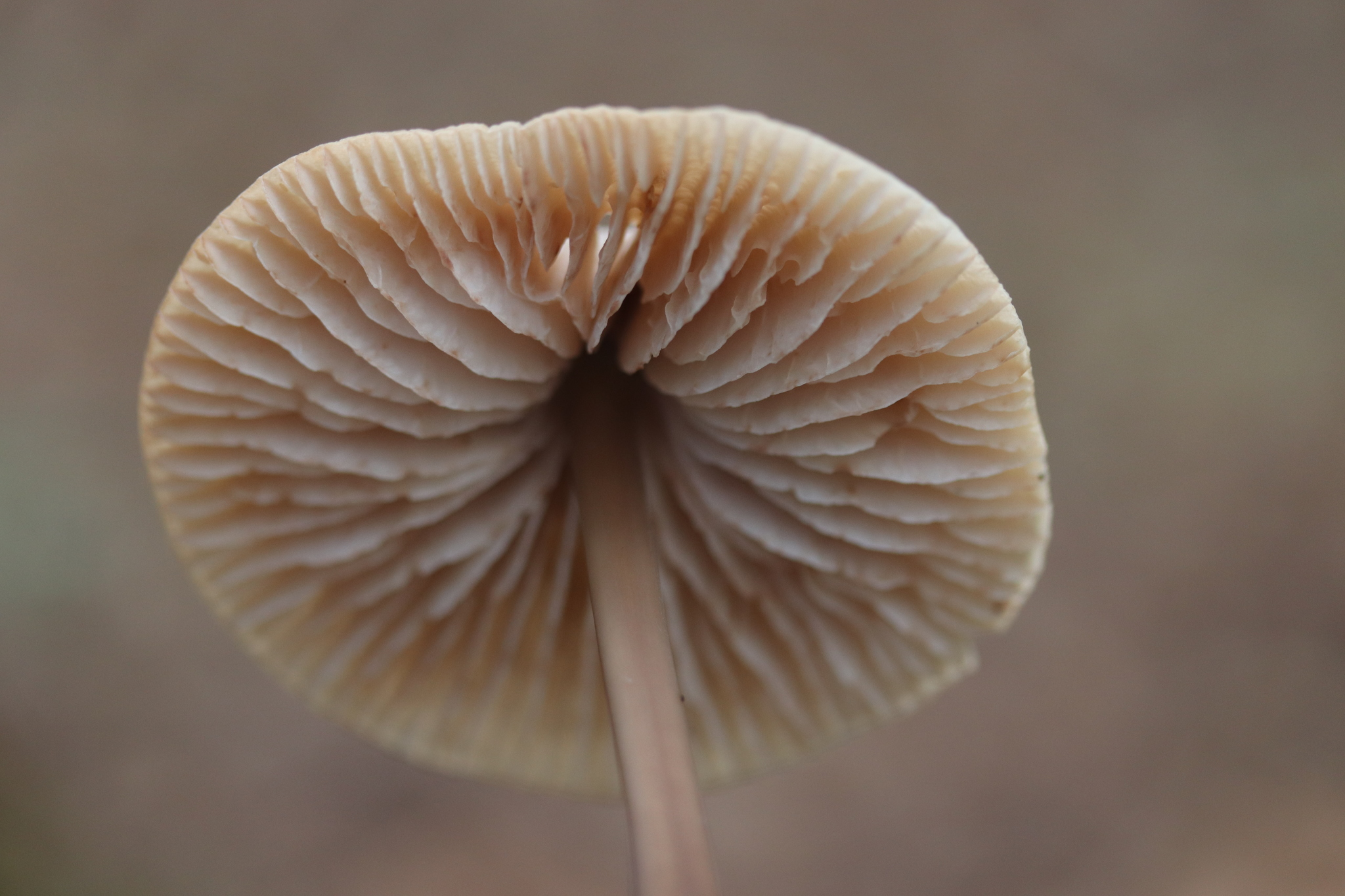
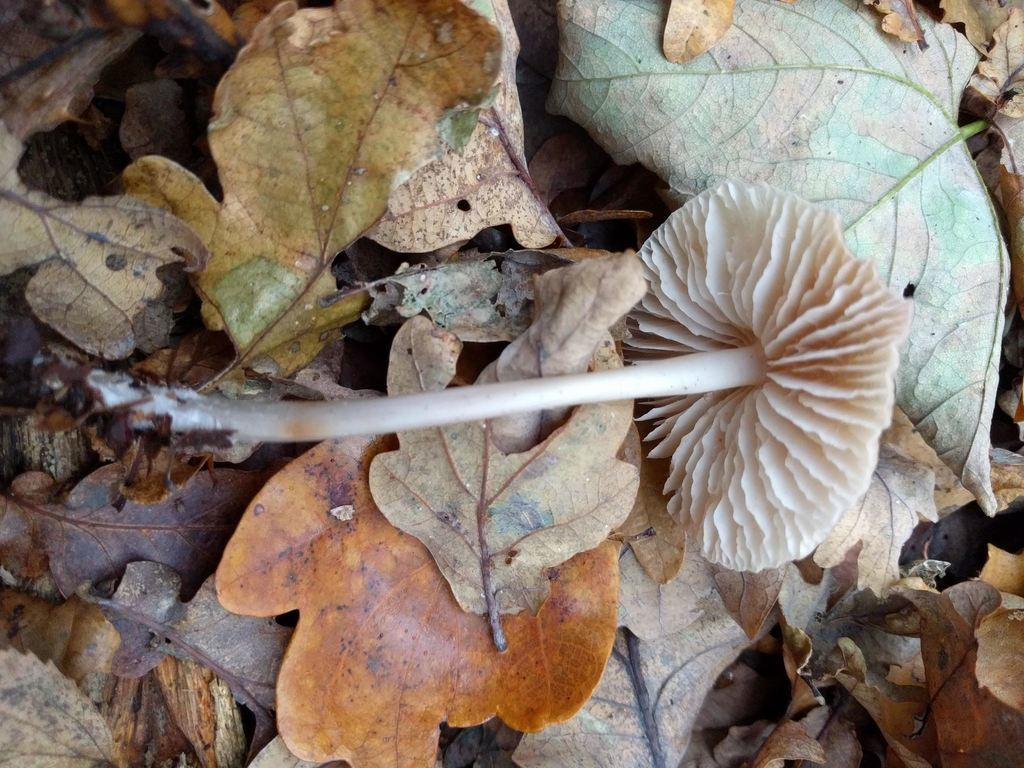
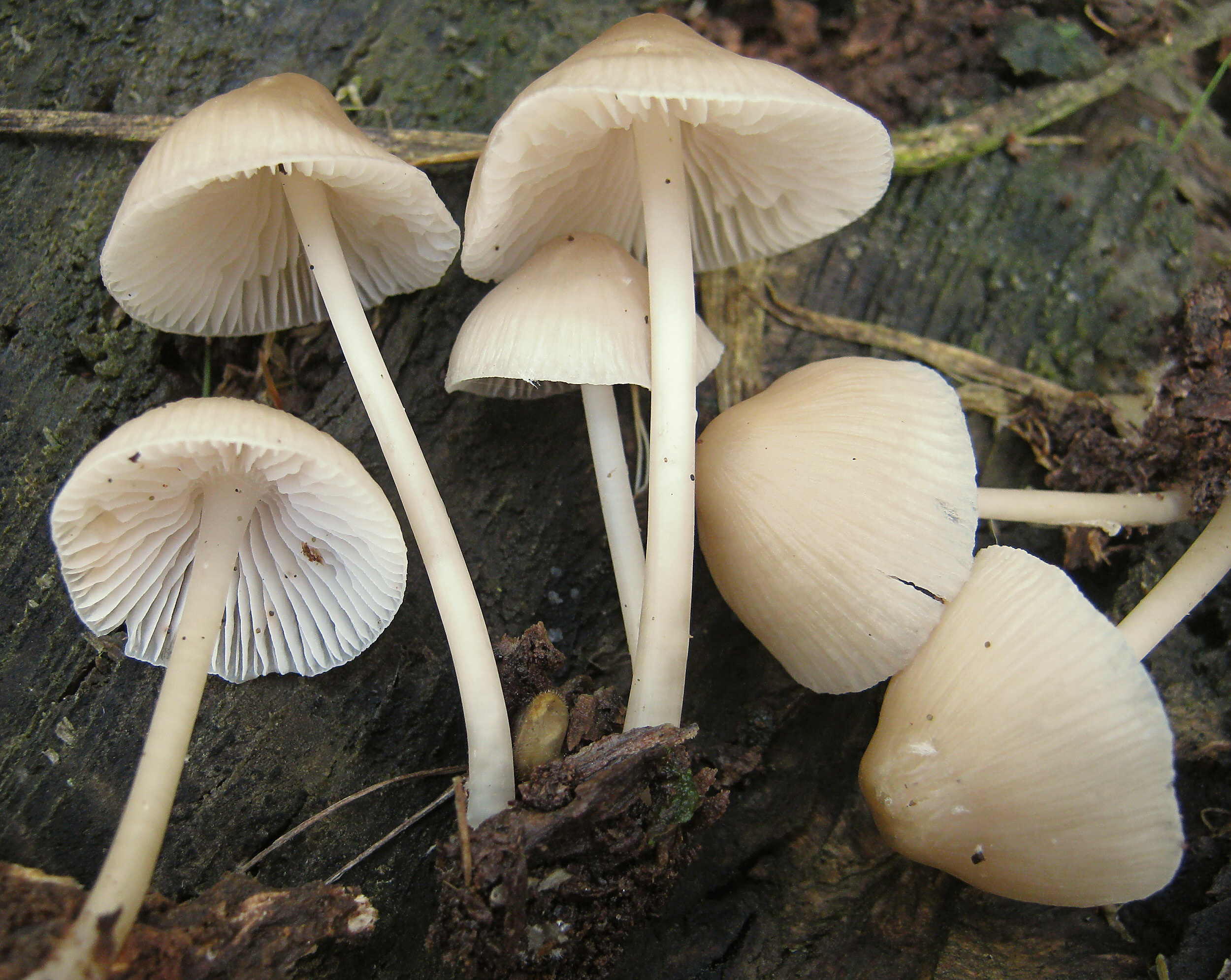
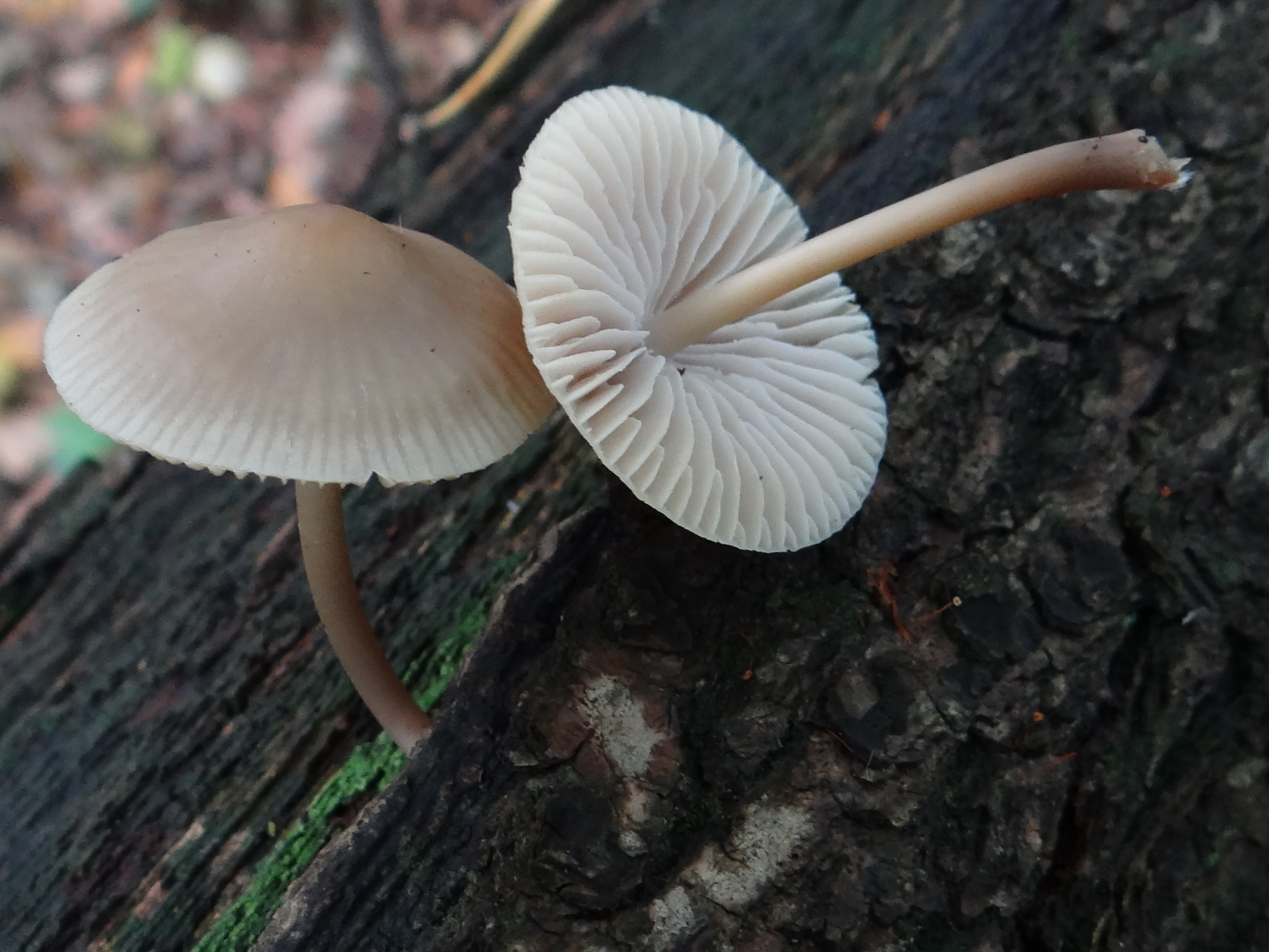

## Možnost záměny
- Helmovka skvrnitá (Mycena maculata) – liší se rezavohnědými skvrnkami na lupenech
- Helmovka leponohá (Mycena inclinata) – liší se dvojbarevným třeněm a růstem ve velkých trsech
- Helmovka sněhonohá (Mycena niveipes)
- Helmovka Romagnesiho (Mycena romagnesiana) – liší se preferencí buků[3][2]